# 海蘭公園 (亞利桑那州)
海蘭公園（英語：Highland Park）是位於美國亞利桑那州科奇斯縣的一個非建制地區。該地的面積和人口皆未知。

## 地理
海蘭公園的座標為31°27′02″N 109°56′27″W / 31.45056°N 109.94083°W，而該地的平均海拔高度為1768米（即5800英尺）。